# 마이클 만 (영화 감독)
마이클 만(Michael Mann, 1943년 2월 5일 ~ )은 미국의 영화 감독, 영화 각본가, 영화 프로듀서이다. 범죄 드라마 장르 영화로 유명하며, 영화 《히트》, 《인사이더》,《콜래트럴》, 《도둑》, 《맨헌터》, 《라스트 모히칸》 등이 대표작이다.

## 작품 목록
- 도둑 (1981)
- 악마의 성 (1983)
- 맨헌터 (1986)
- 라스트 모히칸 (1992)
- 히트 (1995)
- 인사이더 (1999)
- 알리 (2001)
- 콜래트럴 (2004)
- 마이애미 바이스 (2006)
- 퍼블릭 에너미 (2009)
- 블랙코드 (2015)
- 페라리 (2023)